# 201 f.Kr.
| 201 f.Kr.          |
| ------------------ |
| Dødsfald - Fødsler |

## Begivenheder
- Karthago accepterer Roms fredsbetingelser, hvilket markerede afslutningen på den Anden Puniske Krig

## Dødsfald
| År | Spire Denne artikel om et år, årti, århundrede eller årtusinde er en spire som bør udbygges. Du er velkommen til at hjælpe Wikipedia ved at udvide den. |